# Eupanacra radians
Eupanacra radians là một loài bướm đêm thuộc họ Sphingidae. Nó được tìm thấy ở Sumatra.
Chiều dài cánh trước là khoảng 24.5 mm. Nó giống với Eupanacra sinuata, nhưng nhỏ hơn.